# 僕と君の全てをロックンロールと呼べ
『僕と君の全てをロックンロールと呼べ』（ぼくときみのすべてを - とよべ）は、2006年4月12日リリースされたサンボマスター、メジャー3枚目のアルバム。

## 収録曲
| 全作詞・作曲: 山口隆。 |                                                                    |        |            |      |
| #                      | タイトル                                                           | 作詞   | 作曲・編曲 | 時間 |
| 1.                     | 「二人ぼっちの世界」                                               | 山口隆 | 山口隆     | 6:43 |
| 2.                     | 「手紙 ～来たるべき音楽として～」                                  | 山口隆 | 山口隆     | 4:53 |
| 3.                     | 「世界はそれを愛と呼ぶんだぜ」(アルバムバージョン)                 | 山口隆 | 山口隆     | 5:07 |
| 4.                     | 「君の声は僕の恋僕の名は君の夜」                                   | 山口隆 | 山口隆     | 4:13 |
| 5.                     | 「絶望と欲望と男の子と女の子」                                     | 山口隆 | 山口隆     | 4:44 |
| 6.                     | 「世界はそれでも沈んでいくんだぜ」                                 | 山口隆 | 山口隆     | 0:49 |
| 7.                     | 「戦争と僕」                                                       | 山口隆 | 山口隆     | 4:36 |
| 8.                     | 「愛しさと心の壁」                                                 | 山口隆 | 山口隆     | 4:23 |
| 9.                     | 「心音風景」                                                       | 山口隆 | 山口隆     | 4:17 |
| 10.                    | 「ゲットバックサンボマスター」                                     | 山口隆 | 山口隆     | 4:36 |
| 11.                    | 「あの娘の水着になってみたいのだ」                                 | 山口隆 | 山口隆     | 1:40 |
| 12.                    | 「二つの涙」                                                       | 山口隆 | 山口隆     | 4:27 |
| 13.                    | 「離れない二人」(アルバムバージョン)                               | 山口隆 | 山口隆     | 3:55 |
| 14.                    | 「ベイビー優しい夜が来て」                                         | 山口隆 | 山口隆     | 4:07 |
| 15.                    | 「全ての夜と全ての朝にタンバリンを鳴らすのだ」(アルバムバージョン) | 山口隆 | 山口隆     | 4:23 |
| 16.                    | 「東京の夜さようなら」                                             | 山口隆 | 山口隆     | 1:08 |
| 17.                    | 「僕と君の全ては新しき歌で唄え」                                   | 山口隆 | 山口隆     | 4:42 |
| 18.                    | 「何気なくて偉大な君」                                             | 山口隆 | 山口隆     | 6:25 |
| 合計時間:              | 合計時間:                                                          | 75:08  |            |      |

### 楽曲解説
1. 二人ぼっちの世界
2. 手紙 ～来たるべき音楽として～
7枚目のシングル。
3. 世界はそれを愛と呼ぶんだぜ（アルバムバージョン）
5枚目のシングル。
フジテレビ系ドラマ「電車男」主題歌
4. 君の声は僕の恋僕の名は君の夜
5. 絶望と欲望と男の子と女の子
6. 世界はそれでも沈んでいくんだぜ
7. 戦争と僕
8. 愛しさと心の壁
アルバム発売から4ヶ月後に8枚目のシングルとしてリカットされた。
映画「花田少年史 幽霊と秘密のトンネル」主題歌
9. 心音風景
10. ゲットバックサンボマスター
7枚目のシングルのカップリング曲。
11. あの娘の水着になってみたいのだ
12. 二つの涙
13. 離れない二人（アルバムバージョン）
6枚目のシングルのカップリング曲で、アルバム収録にあたり再録されている。
14. ベイビー優しい夜が来て
15. 全ての夜と全ての朝にタンバリンを鳴らすのだ（アルバムバージョン）
6枚目のシングル。
16. 東京の夜さようなら
17. 僕と君の全ては新しき歌で唄え
18. 何気なくて偉大な君

## ゲストミュージシャン
- 真城めぐみ from ヒックスヴィル：コーラス
- 伊藤寛 from WACK WACK RHYTHM BAND：ピアノ＆オルガン
- 杉山オサム：スライドギター
- 羽田路彦、清水貞信 from かまボイラー：ビッグコーラス